# Gevinde kortsteel
Gevinde kortsteel (Brachypodium pinnatum) is een overblijvende plant uit de grassenfamilie (Poaceae) van voedselarme, kalkrijke bodems in Europa en Azië.
De botanische naam Brachypodium is afgeleid van het Oudgriekse βραχύς, brachus (kort) en πόδιον, podion (voetje), naar de kort gesteelde aartjes. De soortaanduiding pinnatum is Latijn en betekent 'gevind'.

## Kenmerken
Gevinde kortsteel is een overblijvend gras met lange, ondergrondse wortelstokken, dat in losse zoden groeit en 30 tot 100 cm hoog kan worden. De stengels staan stijf rechtop en zijn alleen op de knopen kort behaard. De bladeren zijn stug en dikwijls rechtopstaand, tot 4–6 mm breed, sterk geribd, zonder opvallend witte middennerf, met behaarde bladranden. Het tongetje (ligula) is 1–2 mm lang en stomp.
De bloeiwijze is een stijve, rechtopstaande tros, lijkend op een visgraat. De aartjes zijn 2–3 mm lang en bevatten acht tot twintig bloempjes. Het onderste lemma of kroonkafje draagt aan de top een korte kafnaald.
De vrucht is een graanvrucht.
De plant bloeit van juni tot juli.

## Habitaten verspreiding
Gevinde kortsteel groeit voornamelijk op zonnige tot licht beschaduwde, droge tot matig natte, mesotrofe, kalkrijke bodems. De plant komt voor in kalkgraslanden, heischrale graslanden, duingraslanden, op bermen en dijken, langs spoorwegen, in lichte bossen en bosranden, onder struwelen op kalkrijke grond, langs holle wegen en op zandruggen.
Hij komt voor in vrijwel alle gebieden met een gematigd en subarctisch klimaat in Europa en West- en Midden-Azië.
In Nederland is de soort algemeen in het Zuidlimburgs district, en elders zeldzaam.

## Plantengemeenschap
De gevinde kortsteel is een kensoort voor het verbond van matig droge kalkgraslanden (Mesobromion).
Het is tevens een indicatorsoort voor het kalkgrasland (hk) en voor het droog heischraal grasland (hn) op kalkrijke bodem, twee karteringseenheden in de Biologische Waarderingskaart (BWK) van Vlaanderen en het Brussels Hoofdstedelijk Gewest.
... · B.pinnatum (Gevinde kortsteel) · 
B.sylvaticum (Boskortsteel) · ...